# Freeden-Bank
Koordinaten: 76° 20′ S, 28° 50′ W
Die Freeden-Bank ist eine Bank im antarktischen Weddell-Meer. Sie liegt unmittelbar vor der Küste des Prinzregent-Luitpold-Landes.
Benannt ist sie auf Vorschlag des Vermessungsingenieurs und Glaziologen Heinrich Hinze vom Alfred-Wegener-Institut nach Wilhelm von Freeden (1822–1894), dem Gründer der Norddeutschen Seewarte im Jahr 1867, die 1875 in die Deutsche Seewarte überging. Die Benennung wurde im Juni 1997 durch das US-amerikanische Advisory Committee on Undersea Features (ACUF) bestätigt.